# I fratelli di Mowgli
I fratelli di Mowgli (Mowgli's Brothers) è un racconto dello scrittore inglese Rudyard Kipling, finito di scrivere nel dicembre 1892 e pubblicato per la prima volta nel gennaio 1894 sul St. Nicholas Magazine.
Successivamente è stato ristampato nella raccolta Il libro della giungla nello stesso anno, e in seguito anche singolarmente.
Si tratta del primo racconto delle storie di Mowgli contenute ne I libri della giungla, nonostante Kipling avesse scritto prima Nel rukh (che cronologicamente è l'ultimo racconto, dipingendo Mowgli come un adulto, e che non compare nei Libri della giungla ma solo nella raccolta All the Mowgli Stories).

## Trama
Il racconto narra di Mowgli, bambino ritrovato nella giungla da due lupi (Babbo Lupo e Raksha) che lo salvano dalla feroce tigre Shere Khan, la quale voleva ucciderlo. Al Consiglio della rupe, davanti a tutto il Popolo libero, viene deciso di tenere il cucciolo d'uomo come parte del branco, grazie anche all'intervento di Baloo (l'orso) e Bagheera (la pantera) che parlano in suo favore e si prendono l'impegno di crescerlo ed educarlo.
Quando Mowgli ha ormai 11-12 anni viene a conoscenza del piano di Shere Khan di sobillare i giovani lupi del branco contro Akela, ormai vecchio e non più in grado di governare. Una notte i giovani lupi impediscono ad Akela di cacciare la sua preda, e al Consiglio della rupe seguente Shere Khan chiede che Akela venga ucciso e il piccolo d'uomo consegnato a lui. Mowgli nel frattempo aveva rubato in un villaggio vicino dei carboni ardenti, con i quali appicca fuoco ad un ramo e riesce a scacciare la tigre e i suoi alleati, sancendo di fatto lo scioglimento del branco. Pieno di tristezza si rende conto di dover lasciare il branco e tornare al villaggio degli uomini, ma giura di tornare un giorno per posare la pelle di Shere Khan sulla rupe del Consiglio.

## Personaggi
- Mowgli: Bambino trovato da Babbo Lupo e Raksha.
- Babbo Lupo: Lupo, compagno di Raksha.
- Raksha: Lupa, compagna di Babbo Lupo.
- Tabaqui: Sciacallo, sgherro di Shere Khan.
- Shere Khan: Feroce tigre, il suo obiettivo è uccidere Mowgli.
- Akela: Lupo, capo del branco del Popolo libero.
- Baloo: Orso, maestro della giungla, parla in favore di Mowgli al Consiglio della rupe.
- Bagheera: Pantera, dà un toro in cambio di poter parlare in favore di Mowgli al Consiglio della rupe.

## Adattamenti
La storia del ritrovamento di Mowgli da parte di Babbo Lupo e Raksha è stata descritta in quasi tutte le trasposizioni del Libro della giungla.
In particolare, il racconto è stato trasposto in versione animata con il cortometraggio per la televisione Mowgli's Brothers del 1977 realizzato da Chuck Jones. In esso Roddy McDowall presta la voce al narratore e a Mowgli. La versione di Jones è più fedele all'originale rispetto a quella disneyana (nella quale ad esempio non compaiono Baloo, Shere Khan e Tabaqui, e Akela incarica Bagheera di riportare Mowgli al villaggio degli uomini); ciononostante ci sono alcune differenze, come il fatto che Shere Khan sia bianco e che Mowgli si fabbrichi dei pantaloni dopo aver visto degli uomini indossare dei vestiti.

## Uso nello scautismo
All'interno della branca dei lupetti dello scautismo, tale racconto assume un'importanza primaria all'inizio dell'anno, al momento cioè dell'entrata dei cuccioli in branco. Nelle Storie di Mowgli utilizzate dai capi in Italia, inoltre, il racconto viene diviso in due parti: la prima (I fratelli di Mowgli) fino al momento dell'accettazione di Mowgli da parte del branco; la seconda (Il fiore rosso), che parte dal punto in cui si era interrotta la prima e che è collocato come quarto racconto, dopo Come venne la paura.
Lo stesso Baden-Powell, fondatore dello scautismo, inizia il suo Manuale dei lupetti con un riassunto della prima parte del racconto (fino all'accettazione di Mowgli da parte del branco) e si ricollega ad esso per introdurre e spiegare cos'è un lupetto e cosa fa. Nello stesso capitolo, inoltre, propone un gioco basato sul salvataggio di Mowgli da Shere Khan. Infine, partendo da tale racconto introduce la descrizione delle caratteristiche dei singoli personaggi, il loro ruolo e il concetto di Vecchio lupo per i capi.